# Carl-Benz-Stadion
Carl-Benz-Stadion  je višekorisnički stadion i mjestu Mannheim, Njemačka.  Sad se trenutno najviše koristi u svrhu nogometa, i dom je domaćeg kluba SV Waldhof Mannheim. 
U sezoni 2008-2009 će biti također domaćin 1899 Hoffenheima za prvi dio sezone u Bundesligi gdje će se u siječanjskom roku premjestiti na novi stadion, Rhein-Neckar-Arenu koji se otvara početkom 2009.
Carl-Benz-Stadion sadrži kapacitet od 26,022 sjedala i izgrađen je 1994.